# 와이탕이 조약

윌리엄 홉슨 선장

와이탕이 조약(Waitangi 條約, 영어: Treaty of Waitangi, 마오리어: Te tiriti o Waitangi)은 1840년 2월 6일, 뉴질랜드 북섬 와이탕이에서 당시 무력 충돌이 끊이지 않았던 원주민 마오리 족과 영국 국왕이 체결한 조약이다. 이 조약은 뉴질랜드의 역사와 헌법의 중추이며 뉴질랜드 정부와 마오리 주민 사이의 정치적 관계의 핵심을 형성한다.
와이탕이 조약은 영국 식민지 주민들이 국왕에게 뉴질랜드 식민지를 설치하라는 압박을 가하고 일부 마오리 추장들이 영국군에 프랑스군으로부터의 보호를 요청하던 시기에 성립하였다. 조약의 초안은 뉴질랜드에 영국이 임명한 총독을 두고 토지와 산림과 기타 소유물에 대한 마오리의 권리를 인정하며 영국 신민의 지위를 부여하려는 의도가 있었다. 이에 따라 1840년 5월 윌리엄 홉슨 총독이 영국의 뉴질랜드 주권을 선언했을 때 마오리인들이 그들의 권리가 침해되었다고 느끼지 않기를 원했다. 조약이 작성되고 번역되자 와이탕이에서 북방의 마오리 추장들이 먼저 서명했고 이후 몇 달에 걸쳐 뉴질랜드 전역으로 조약의 사본을 돌리며 많은 추장들이 서명하도록 하였다. 몇몇 추장들의 경고에도 불구하고 최소한 13명의 여성을 포함해 530~540 명의 마오리 추장이 조약에 서명했다.
조약의 즉각적인 결과 가운데 하나로 빅토리아 여왕의 정부가 토지 매수 독점권을 갖게 되었다.
와이탕이에서 서명한 1840년 2월 6일의 원본을 포함해 총 9부의 서명본이 있다.
조약은 서문과 3개조로 이루어져 있고 원본인 영어와 원본에서 번역된 마오리어의 2개 국어로 구성되어 있다. 영어본에 따르면 1조는 '주권의 모든 권리'를 영국 국왕에게 양도한다. 2조는 토지에 대한 마오리족의 지속적인 소유권 및 영국 국왕의 독점적 토지 선매권을 확립한다. 3조는 마오리인들에게 영국 신민으로서의 완전한 권리와 보호를 부여한다. 그러나 영어본과 마오리어본은 의미가 크게 다른 부분이 있고 특히 주권의 소유와 양도에 관한 부분이 쟁점이 되었다. 이러한 의견의 불일치에 따른 갈등은 결국 수십 년에 걸친 마오리 전쟁의 원인이 된다.
19세기 후반 내내 마오리족은 대체로 토지의 소유권을 잃어 갔다. 일부는 합법적인 매각이었지만 대부분은 불공정한 거래 또는 마오리 전쟁 기간 중의 몰수로 인한 것이다. 전쟁 이후 뉴질랜드 정부는 조약을 거의 무시했다. 일례로 1877년의 법원 판결에 따르면 조약은 '단순한 무효'이다. 1950년대 초반부터 마오리족은 점점 더 와이탕이 조약을 기반으로 주권에 대한 추가적인 권리를 주장하고 빼앗긴 토지를 되찾으려 시도하였고, 정부는 이에 부응하여 토지 소유권 및 뉴질랜드-마오리 관계를 해석하는 데 있어 조약에 점점 더 중요한 역할을 부여했다. 1975년에는 와이탕이 조약법이 통과되어 조약의 해석을 영구적으로 담당하는 와이탕이 재판소를 설치하고 영국 국왕 또는 그 대리인에 의한 조약 위반을 조사하여 구제 수단을 제안하도록 하였다.
대부분의 경우 재판소 권고는 영국 국왕에 대한 구속력은 없었지만, 다양한 마오리인 집단에 총 10억 달러에 달하는 보상이 이루어졌다.
20세기 후반에 통과된 여러 법안이 조약을 언급하고 있지만 와이탕이 조약 자체는 한 번도 뉴질랜드 법을 구성한 적이 없다. 그럼에도 불구하고 이 조약은 뉴질랜드 수립 문서로 널리 받아들여지고 있다.
1974년 와이탕이의 날이 국경일로 지정되어 조약 체결을 기념하고 있다.

## 배경
19세기 초 뉴질랜드에는 아일랜즈 만 등지를 찾아온 무역업자나 포경선, 물개잡이 등의 행동으로 마오리 족 원주민들은 불안해 했다. 머스킷의 보급과 19세기 초에 벌어진 일련의 머스킷 전쟁은 마오리의 인구를 급감시켰다.
뉴질랜드에 도래한 백인들은 마오리 사람들을 속여 물건을 약탈하고 죽였다. 뉴질랜드는 당시 세계에서 가장 무질서한 곳이었다. 그 이후부터 뉴질랜드 회사, 오타고 협회, 캔터베리 협회 등을 통하여 각지에서 이민자가 건너오기 시작하였다. 그러한 이곳에 이주를 재촉한 사람이 에드워드 와케필드이다. 1837년에 그는 영국에 뉴질랜드협회를 세우고 식민운동을 시작했다. 다음 해 뉴질랜드 토지회사를 설립하고는 뉴질랜드의 토지를 마음대로 팔았다. 이 토지를 매입한 사람들이 제1차 조직 이주민이 되는 것이다. 이렇게 원주민과 유럽인과의 접촉이 잦아지면서 교역이 시작되었고 그러면서 점차 마오리들의 입장에선 다음과 같은 이유에서 영국의 식민지가 되기를 원했다.
첫째로 대영제국의 막강한 해상 장악력 때문이었다. 당시 영국 해군은 프랑스 나폴레옹군을 해전에서 무찔러 해상에서 막강한 기세를 떨치고 있을 때였다.
두 번째로 뉴질랜드는 당시 중앙정부가 존재하지 않았고 통합된 지도자가 없어 유럽 이주민들과의 교류도 각 부족별로 이루어졌으며 따라서 협력과 커뮤니케이션에도 근본적인 한계가 있었다.
셋째로 전혀 다른 문화적 배경을 지닌 두 민족이 부딪히다 보니 충돌이 잦아졌고 유럽 이주민이 늘어나고 있음에도 이들을 다스릴 법률이나 규범이 존재하지 않았다. 그리고 교역이 이루어지면서 마오리 소유의 땅이 비조직적으로 무차별 팔려 나갔으며, 일부 마오리 추장들은 뉴질랜드가 프랑스에 의해 정복되지 않을까 심한 우려를 표명하여 영국의 보호를 요청하던 차였다. 실지로 1831년 13명의 북쪽 추장들은 영국의 윌리엄 4세에게 프랑스의 침공으로부터 지켜달라는 공식 청원을 하기도 했다.
결과적으로 마오리나 파케하 모두 법과 질서, 그리고 어떤 형태든 영국의 보호를 요구하고 있었다.이러한 상황 중에 1840년 영국해군 장교 윌리엄 홉슨이 총독으로 뉴질랜드를 찾아온다. 그는 당시 영국인의 대리인으로서 와이탕이에 장기간 살고 있던 제임스 버스비의 집으로 가서 뉴질랜드를 영국의 식민지로 삼기 위한 협의를 한다. 그리고 1840년 2월 6일 아일랜즈 만의 와이탕이에 있는 제임스 버스비의 집에 각지의 마오리 추장 46명을 모아 뉴질랜드를 사실상 영국의 식민지로 하는 《와이탕이 조약》에 서명한 것이다. 그 후 7개월 동안 영국 관리들은 전국을 돌며 500명 이상의 추장 사인을 받아냈으며, 39명의 와이카토 추장들을 제외하곤 모두 사인을 했다.

## 내용

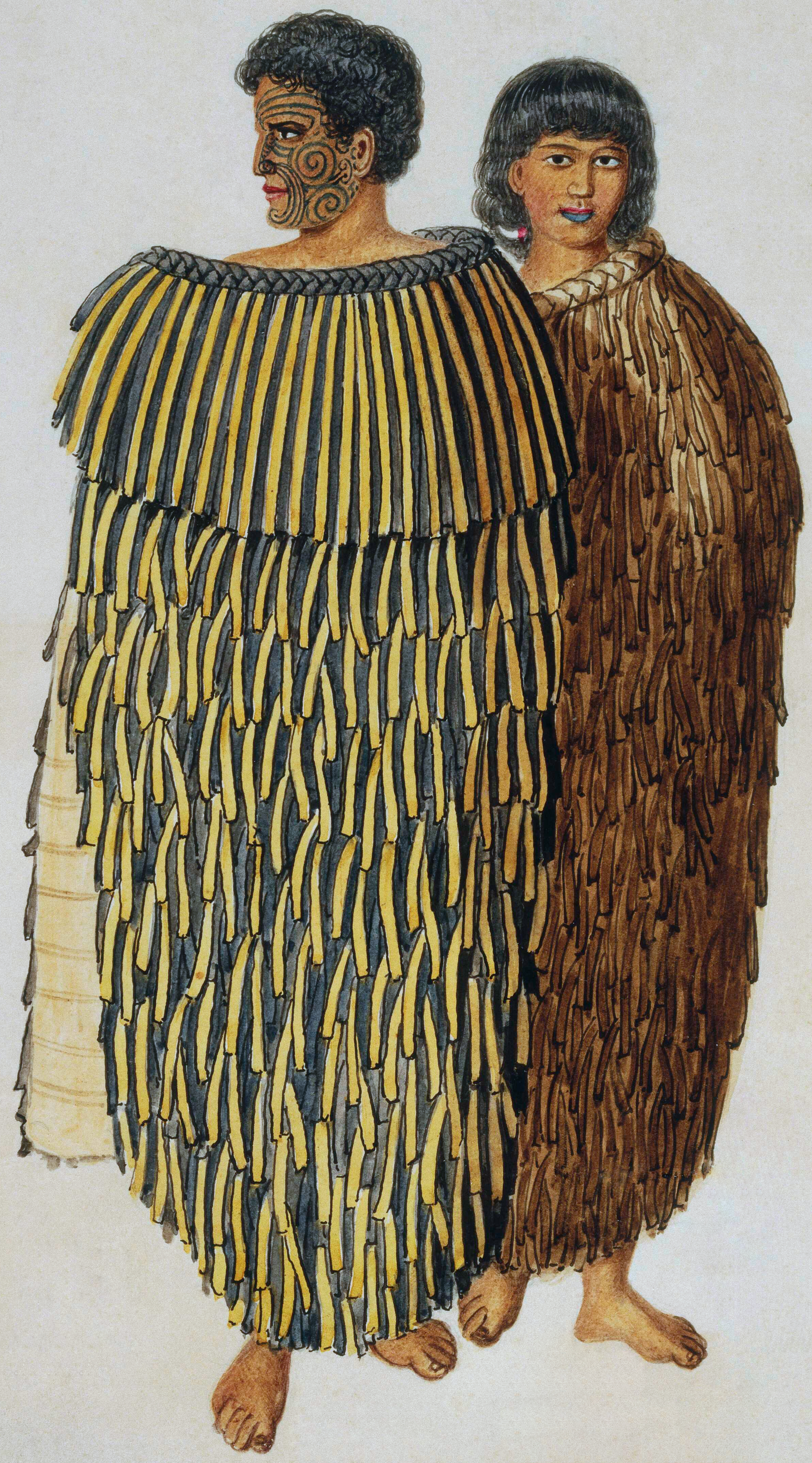
서명인 중 한 사람인 호네 헤케와 그의 아내 하디아타

와이탕이 조약은 영어와 마오리어로 작성된 서문과 3개조로 이루어진 간단한 조약으로서 요약하자면 다음과 같다.
- 서문: 영국 여왕 빅토리아는 뉴질랜드 원주민들의 올바른 권리와 재산을 보호하고 뉴질랜드에 정착하고 정착해 올 이주민과의 평화와 질서를 유지하기 위해 다음 조항에 따라 총독을 임명한다.
- 1조: 뉴질랜드 부족 연맹(마오리)의 족장들은 영국 왕권에 주권(영어) 또는 통치권(마오리어)을 전적으로 양도한다.
- 2조: 각 부족은 토지, 부동산, 숲, 어업 및 소유권을 유지하고자 하는 기타 자산(영어) 또는 토지와 마을과 보물(마오리어)에 대해 배타적 권리를 갖는다. 하지만 토지를 거래할 때는 양측이 거래에 합의한 가격에 대해 영국 왕권이 독점적 우선 매수권을 갖는다(영어) 또는 왕의 대리인에게 판매한다(마오리어).
- 3조: 뉴질랜드 원주민을 영국 왕실의 보호 아래에 두고 영국 신민으로서의 권리를 부여한다.

조약의 구성과 개요는 영어와 마오리어본이 같으나, 용어와 표현에 있어 차이가 있었기 때문에 현재까지도 이어지는 분쟁의 원인이 된다.
이 조약이 체결되고 뉴질랜드는 영국의 식민지로 출발하게 되었다. 와이탕이 조약은 뉴질랜드를 제 2의 민족 국가로 규정짓는 성격의 것이었다. 그리고 뉴질랜드는 뉴사우스웨일스 식민지로부터 분리되어 영국의 직할 식민지가 되었다.
홉슨은 1842년 9월에 사망했고, 새로운 총독으로 로버트 피츠로이가 와서 마오리족의 관습을 인정하는 법률적인 조치를 취하게 된다.

## 논란
그러나 조약을 영어에서 마오리어로 번역한 번역문에 문제가 있어, 21세기인 오늘날에도 마오리 권리의 문제로 논쟁이 끊이지 않는다. 예를 들면 "주권"(sovereignty)을 나타내는 마오리어가 존재하지 않았기 때문에, 마오리족의 조어 "카와나탕아"(kawanatanga)를 썼다. 하지만 카와나탕아의 카와나(kawana)는 영어의 governor를 소리대로 쓴 것으로써 영어로 번역하면 "주권"보다 "지배"(governance)에 가까웠다. 불과 5년 전의 뉴질랜드 독립선언에서는 주권을 킹이탕아(kingitanga), 정부를 카와나탕아(kawanatanga)로 표현하였으므로 단순히 번역어의 의미 차이 정도의 문제는 아닌 것이다. 이런 이유로 마오리 측은 "모든 토지는 자신들의 것"이라고 주장하는 반면에 백인 측은 "뉴질랜드는 영국의 식민지이다"로 파악하고 있었다.

## 반란
이런 근본적인 견해 차이로 인해 1843년 30년간에 걸친 마오리 반란이 일어난다. 반란은 진압되었지만 뉴질랜드 정부는 이후 100년 동안 문제를 방치하였고, 1975년에 이르러 와이 심판소가 설립되었고, 와이탕이 조약에서 인정된 권리에 대해 다시 심의가 시작되었다. 그 결과 일부 강탈당한 토지를 반환하고, 공용어를 영어 뿐만이 아니라 마오리어를 추가했다.